# Major League Soccer MVP
Major League Soccer MVP – nagroda w amerykańskiej lidze piłki nożnej – Major League Soccer. Przyznawana jest od 1996 roku najbardziej wartościowemu graczowi w danym sezonie ligowym.
Nagroda ta w latach 1996–2007 była sponsorowana przez Hondę, a obecnie sponsorem Major League Soccer MVP jest Volkswagen.

## Lista zwycięzców
Źródło: MLS (do 2020 włącznie).
| Sezon | Zwycięzca                  | Klub                   | Inni nominowani do nagrody gracze                     |
| ----- | -------------------------- | ---------------------- | ----------------------------------------------------- |
| 2020  | Alejandro Pozuelo          | Toronto FC             | Andre Blake Nicolás Lodeiro Jordan Morris Diego Rossi |
| 2019  | Carlos Vela                | Los Angeles FC         | Josef Martínez Zlatan Ibrahimović                     |
| 2018  | Josef Martínez             | Atlanta United FC      | Miguel Almirón Zlatan Ibrahimović                     |
| 2017  | Diego Valeri               | Portland Timbers       | Nemanja Nikolić David Villa                           |
| 2016  | David Villa                | New York City FC       | Sacha Kljestan Bradley Wright-Phillips                |
| 2015  | Sebastian Giovinco         | Toronto FC             | Benny Feilhaber Kei Kamara                            |
| 2014  | Robbie Keane               | Los Angeles Galaxy     | Obafemi Martins Lee Nguyen Bradley Wright-Phillips    |
| 2013  | Mike Magee                 | Chicago Fire           | Marco Di Vaio Robbie Keane                            |
| 2012  | Chris Wondolowski          | San Jose Earthquakes   | Thierry Henry Graham Zusi                             |
| 2011  | Dwayne De Rosario          | D.C. United            | Brad Davis Brek Shea                                  |
| 2010  | David Ferreira             | FC Dallas              | Edson Buddle Chris Wondolowski                        |
| 2009  | Landon Donovan             | Los Angeles Galaxy     | Shalrie Joseph Jeff Cunningham                        |
| 2008  | Guillermo Barros Schelotto | Columbus Crew          | Landon Donovan Cuauhtémoc Blanco                      |
| 2007  | Luciano Emilio             | D.C. United            | Juan Pablo Ángel Cuauhtémoc Blanco                    |
| 2006  | Christian Gómez            | D.C. United            | Jeff Cunningham Dwayne De Rosario                     |
| 2005  | Taylor Twellman            | New England Revolution | Dwayne De Rosario Jaime Moreno                        |
| 2004  | Amado Guevara              | MetroStars             | Joe Cannon Jaime Moreno                               |
| 2003  | Preki                      | Kansas City Wizards    | Ante Razov John Spencer                               |
| 2002  | Carlos Ruiz                | Los Angeles Galaxy     | Mark Chung Taylor Twellman                            |
| 2001  | Alex Pineda Chacón         | Miami Fusion           | Jeff Agoos Diego Serna                                |
| 2000  | Tony Meola                 | Kansas City Wizards    | Mamadou Diallo Clint Mathis                           |
| 1999  | Jason Kreis                | Dallas Burn            | Marco Etcheverry Jaime Moreno                         |
| 1998  | Marco Etcheverry           | D.C. United            | Cobi Jones Piotr Nowak                                |
| 1997  | Preki                      | Kansas City Wizards    | Marco Etcheverry Carlos Valderrama                    |
| 1996  | Carlos Valderrama          | Tampa Bay Mutiny       | Roy Lassiter Preki                                    |

## Najwięcej zwycięstw
- Preki: 2x
- Guillermo Barros Schelotto, Dwayne De Rosario, Landon Donovan, Luciano Emilio, Marco Etcheverry, David Ferreira, Sebastian Giovinco, Christian Gómez, Amado Guevara, Robbie Keane, Jason Kreis, Mike Magee, Josef Martínez, Tony Meola, Alex Pineda Chacón, Carlos Ruiz, Taylor Twellman, Carlos Valderrama, Diego Valeri, David Villa, Chris Wondolowski: 1x

## Najwięcej zwycięstw według drużyn
- Kansas City Wizards, D.C. United: 3x
- Los Angeles Galaxy: 2x
- Tampa Bay Mutiny, Dallas Burn, Miami Fusion, MetroStars, New England Revolution, Columbus Crew: 1x